# Ariana (kraina historyczna)

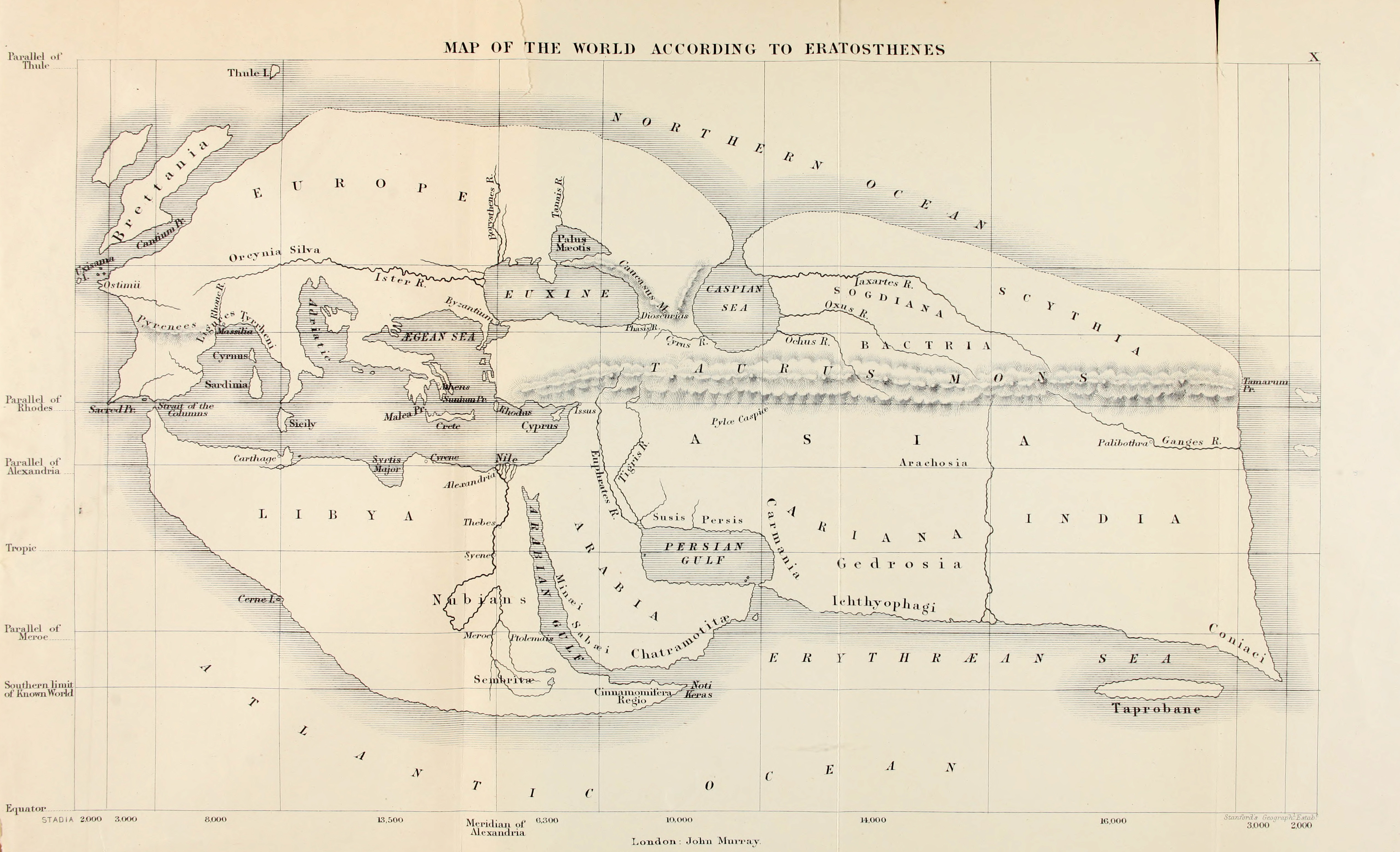
XIX-wieczna rekonstrukcja mapy Eratostenesa, z zaznaczoną Arianą

Ariana (gr. 'Αρειανή, Arianē) – kraina historyczna w Azji Środkowej, wyodrębniana przez starożytnych geografów greckich.
Nazwę Ariana stosowano jako zbiorcze określenie wschodnich satrapii państwa perskiego: Arachozji, Arii, Drangiany, Gedrozji, Karmanii, Paropamisady i Partii. Strabon używa tego terminu jako synonimu nazwy Persja.